# Telescópio GoTo

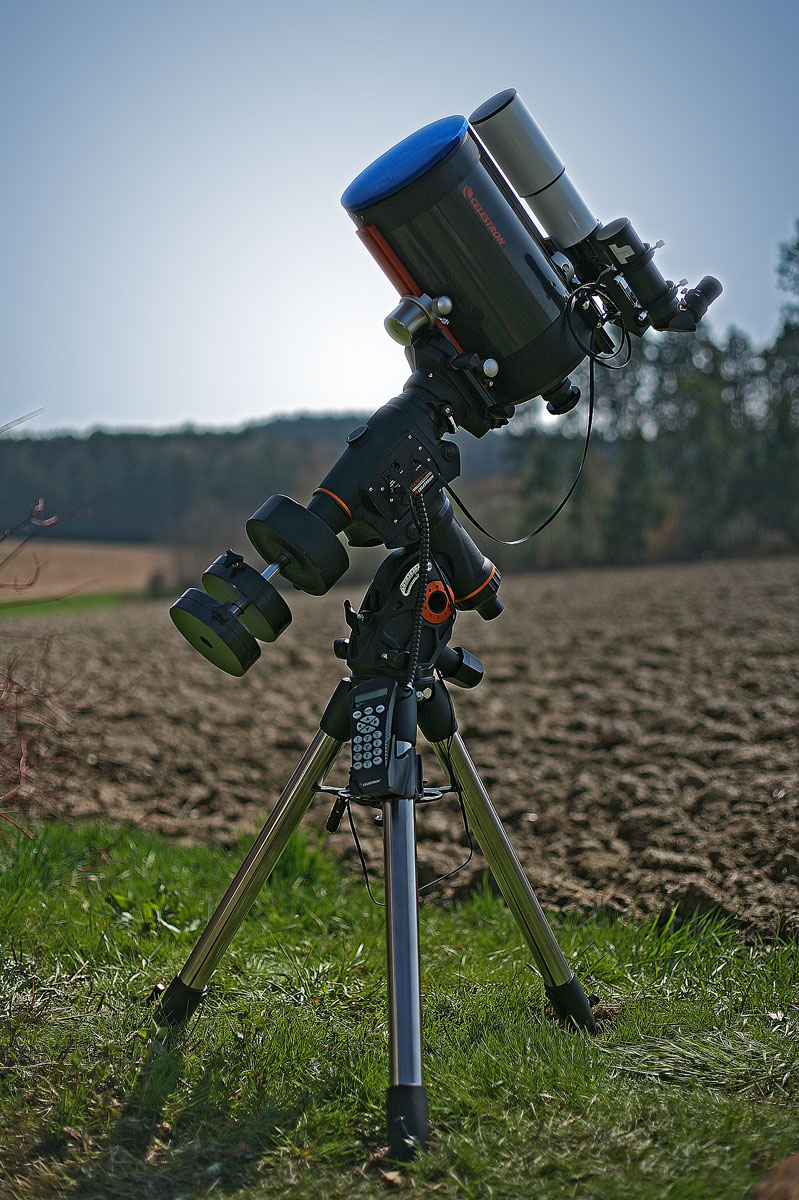
Telescópio goto

Na astronomia amadora, o termo GoTo se refere a um tipo de montagem de um telescópio com um software inserido nesta montagem que irá apontar automaticamente um telescópio para objetos como planetas, aglomerados globulares, galáxias e outros pontos astronômicos que o observador seleciona. É um equipamento que em geral fica acoplado a um tripé e que os dois eixos desta montagem GoTo são acionados por um motor, cujos dados inseridos em um computador irão posicionar o telescópio, diretamente sobre o objeto escolhido.